# Kaštela
Kaštela (Italiaans: Castelli of Sette Castelli) is een gemeente in de Kroatische provincie Split-Dalmatië, bestaande uit zeven havenplaatsjes. De gemeente telt 34.103 inwoners, die een oppervlakte van 57,67 km² bewonen. De bevolkingsdichtheid is 591,3 inwoners per km².

## Zeven kastelen
De gemeente is een agglomeratie van zeven, aan de kust van de Kaštelanski Zaljev (een bijna volledig door land omringde baai) gelegen, kleinere stadjes ten noordwesten van Split en ten oosten van Trogir en de luchthaven van Split. Alle stadjes hebben een naam die voorafgegaan wordt door het woord Kaštel, dat "kasteel" betekent. Van west naar oost gezien zijn dit:
- Kaštel Štafilić
- Kaštel Novi
- Kaštel Stari
- Kaštel Lukšić
- Kaštel Kambelovac
- Kaštel Gomilica
- Kaštel Sućurac

## Geschiedenis
In de zevende eeuw na Christus vestigden de Kroaten zich in dit gebied en maakten het tot centrum van hun staat. In de 15e en 16e eeuw trok het Ottomaanse Rijk vanuit de zuidelijke Balkan steeds verder op richting het noordwesten. De adel en geestelijkheid uit Split en omgeving zocht zijn veiligheid in de bouw van circa twintig fortificaties in de smalle kuststrook tussen de Adriatische Zee en de Dinarische Alpen. Deze keuze bleek verstandig: de Turken kregen de forten nooit in handen.
Van de ongeveer twintig fortificaties zijn er nog zeven bewaard gebleven en deze bevinden zich in de bovenstaande zeven stadjes.

## Partnersteden
- Bardejov (Slowakije)
- Hradec Králové (Tsjechië)

Steden (gradovi): Split · Hvar · Imotski · Kaštela · Komiža · Makarska · Omiš · Sinj · Solin · Stari Grad · Supetar · Trilj · Trogir · Vis · Vrgorac · Vrlika

Gemeenten (općine): Baška Voda · Bol · Brela · Cista Provo · Dicmo · Dugi Rat · Dugopolje · Gradac · Hrvace · Jelsa · Klis · Lećevica · Lokvičići · Lovreć · Marina · Milna · Muć · Nerežišća · Okrug · Otok · Podbablje · Podgora · Podstrana · Postira · Prgomet · Primorski Dolac · Proložac · Pučišća · Runovići · Seget · Selca · Sućuraj · Sutivan · Šestanovac · Šolta · Tučepi · Zadvarje · Zagvozd · Zmijavci